# Языков, Пётр Михайлович

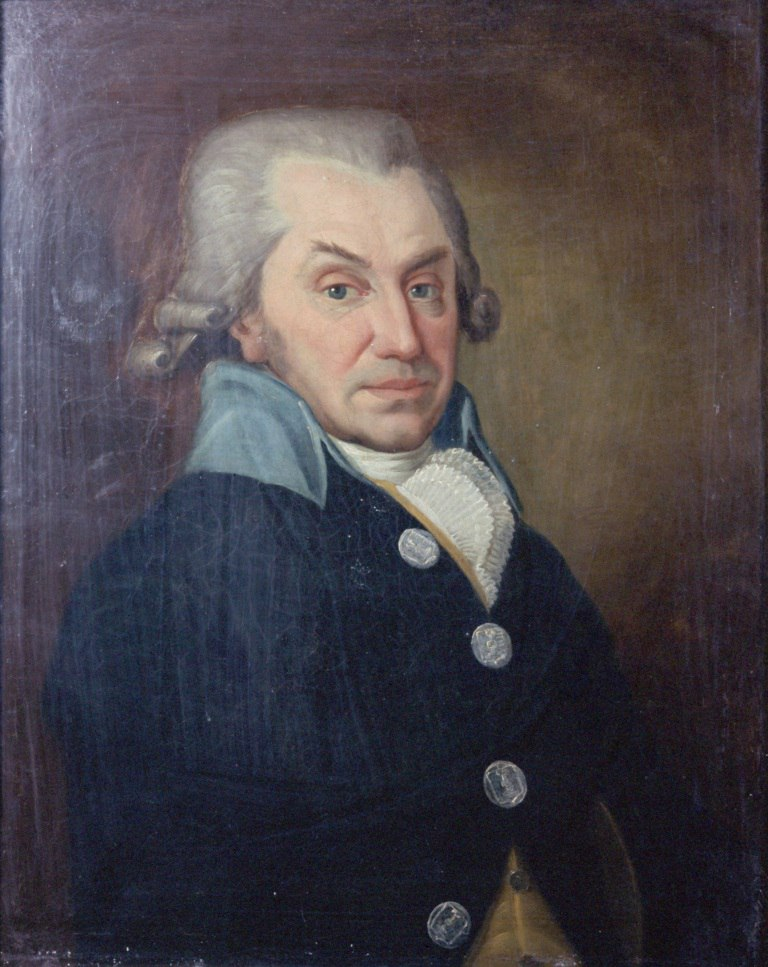
Портрет Александра Фёдоровича Ермолова, дед Петра Михайловича Языкова, по матери; Симбирский губернский предводитель дворянства, домовладелец.

Пётр Миха́йлович Язы́ков (1798, Симбирск — 1851, Симбирская губерния) — русский геолог, старший брат поэта Николая Михайловича Языкова и Екатерины Михайловны Языковой, — жены философа и поэта А. С. Хомякова.

## Биография

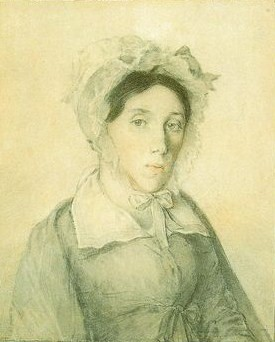
Екатерина Александровна Языкова, ур. Ермолова (1777-1831), мать Петра Михайловича Языкова.

Родился 26 июня (7 июля) 1798 года в Симбирске. Родители: отец — представитель дворянского рода Языковых Михаил Петрович Языков (1774—1819), помещик, отставной гвардии прапорщик; мать — Екатерина Александровна, урождённая Ермолова (1777—1831), племянница генерала А. П. Ермолова. Крестили в Вознесенском соборе
В 1820 году окончил Горный кадетский корпус в Петербурге, с золотой и серебряной медалями и чином гиттенфервальтера. Решил посвятить себя учёной деятельности и с этой целью прожил некоторое время в Петербурге, занимаясь преимущественно геологией, которая сильно заинтересовала его ещё во время пребывания в корпусе. В 1822 году был избран членом Московского общества испытателей природы. Но смерть отца, последовавшая в 1819 году, и необходимость заняться имениями, доставшимися ему в наследство, заставили его уехать в Симбирск; хотя интерес к науке остался прежний.
В сентябре 1833 года Петр Языков дважды встречался с Александром Сергеевичем Пушкиным в родовом имении  Языково – следуя в Оренбург и возвращаясь оттуда. Впечатление от знакомства у поэта было самым глубоким: 12 сентября, сразу после знакомства, он в письме к жене сообщал: «Здесь я нашел старшего брата Языкова, человека чрезвычайно замечательного...». Именно Пётр Михайлович выступил инициатором и меценатом сооружения и установки Памятника Н. М. Карамзину. Перед  отъездом из Симбирска Пушкин внес свой вклад в постройку памятника,  пожертвовав на это дело 25 рублей. После встречи с Пушкиным и вдохновившись им он начал собирать фольклор о крестьянских войнах, в т.ч. записав уникальные песни о Пугачеве. Вскоре в работу была вовлечена вся семья. Языковы собрали огромную коллекцию фольклора Симбирской и других губерний, материалы вошли в «Собрание песен» П. В. Киреевского. В «Песенной прокламации» Киреевского, напечатанной в апреле 1838 г. в «СГВ», говорилось: «…Надеясь, что соотечественники наши примут участие в этом общественном деле, мы покорнейше просим доставлять стихи и песни в Симбирск на имя г. гиттенфервальтера Петра Михайловича Языкова».
В 1838—1844 годах, сопровождая больного брата Николая Языкова, он несколько раз выезжал за границу. В Германии и Италии он имел случай познакомиться со светилами науки: Бронном, Бухом, Де-Серром и др., приобрести много руководств по Геогнозии, Палеонтологии и Геологии.
П. М. Языков был близко знаком со многими известными людьми. Дома принимал профессора М. П. Погодина; за границей встречался с поэтами В.А. Жуковским, П.А. Вяземским. В 1839 году в Германии познакомился с Н. В. Гоголем, с которым позже не раз встречался, переписывался и отправил ему ряд фольклорных материалов для «Мертвых душ».
20 апреля 1847 года был избран Комитет Карамзинской библиотеки, председателем которого стал П. М. Языков.
Летом 1851 года Петр Михайлович Языков сильно простудился и уже больше не смог встать с постели. Скончался 17 (29) июня 1851 года в Ундорах – родовом имении жены; был похоронен в Языково .

## Заслуги
П. М. Языков проводил геологические изыскания в восточных и центральных районах Европейской России. Разработал схему расчленения меловых отложений Поволжья. Собрал коллекцию окаменелостей, переданную впоследствии музею Горного института. Известен также как собиратель древних рукописей, песен и сказок.
Им впервые в России были найдены близ Симбирска останки ихтиозавра плоскозубого. Дал научное описание ящеров Симбирской губернии. П. М. Языков также известен как основатель (17 марта 1838) одного из первых в России Симбирского губернского музея.

## Семья
15 сентября 1824 года Пётр Языков был венчан с Елизаветой Ивашевой (1805—1848), дочерью генерал-майора П. Н. Ивашева — начальника штаба Суворова, участника Отечественной войны 1812 года. В семье родилось шестеро детей: сыновья — Василий, Александр (возглавляли Комитет Карамзинской библиотеки) и Григорий; дочери — Мария (1825—1875), замужем за Д. О. Шёппинг и Аделаида, в замужестве графиня Биланд.

## Память
- В честь П. М. Языкова названы древнейшие ископаемые животные — двустворчатый моллюск Buchia jasikowi, брюхоногий моллюск Amberleya jasikofiana, белемнит Oxytheuthis jasikowi и ихтиозавр Yasykovia yasykovi[4].
- В музее Санкт-Петербургского горного института, находится «Кабинет П. М. Языкова»[4].
- В 1999 году в Ульяновске, в Доме Языковых, открылся Литературный музей «Дом Языковых»[10].

Мемориальная табличка на Доме Языковых.
Литературный музей «Дом Языковых» (Ульяновск).
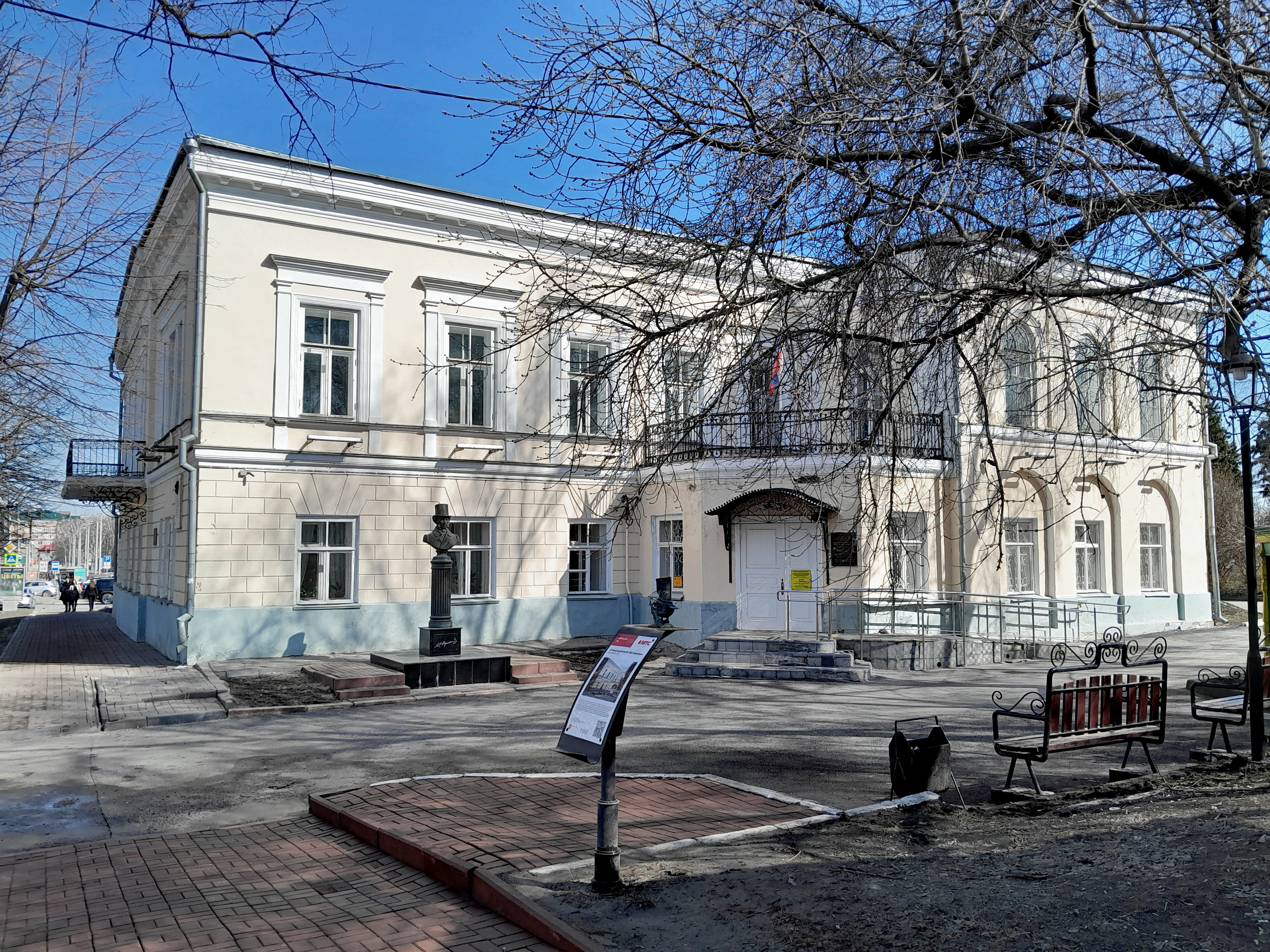
Дом Языковых (Ульяновск).
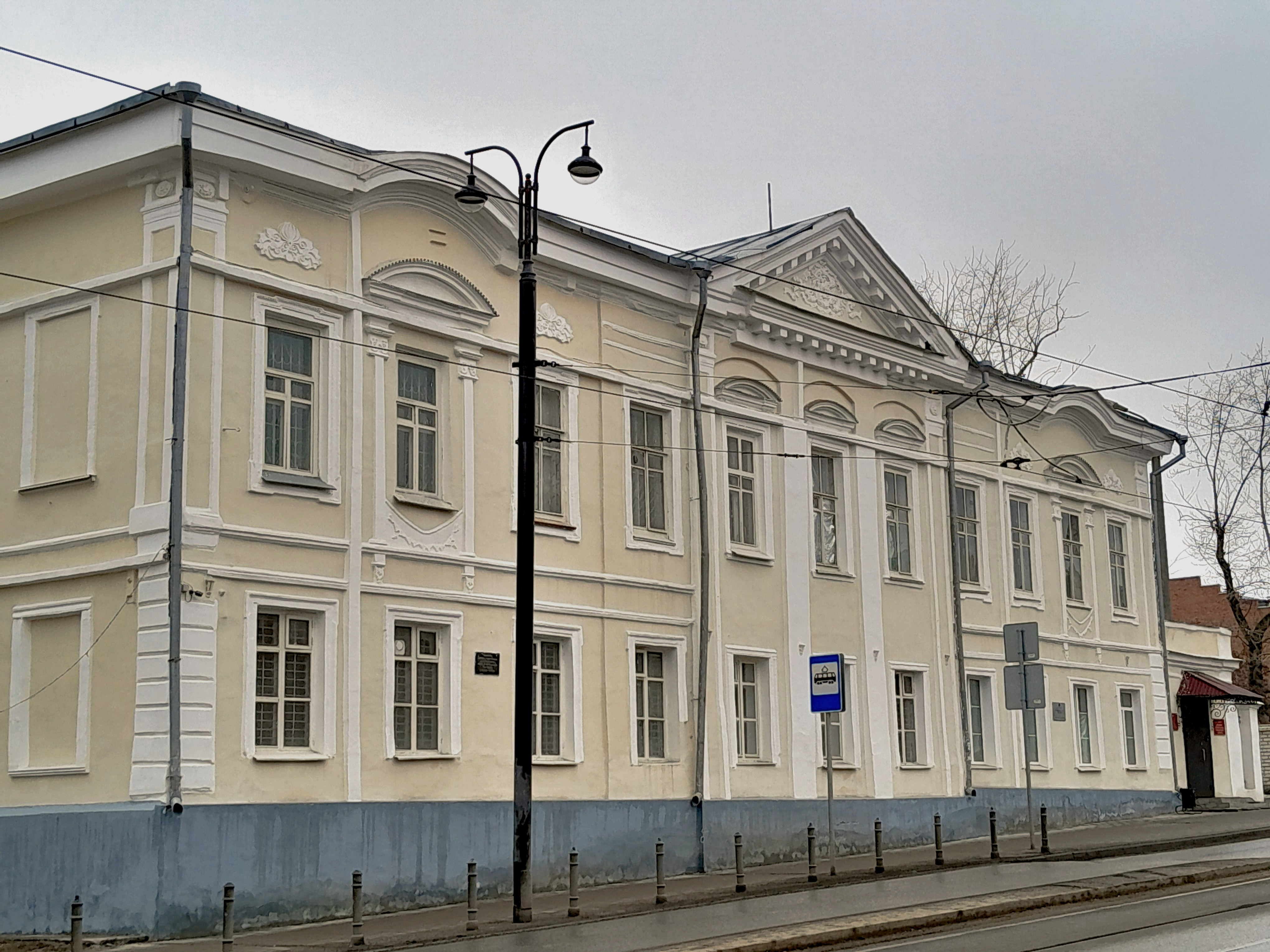
Дом Ермоловых, где родился Пётр и жила семья до покупки Дома Языковых.